# Siegfried Strasser

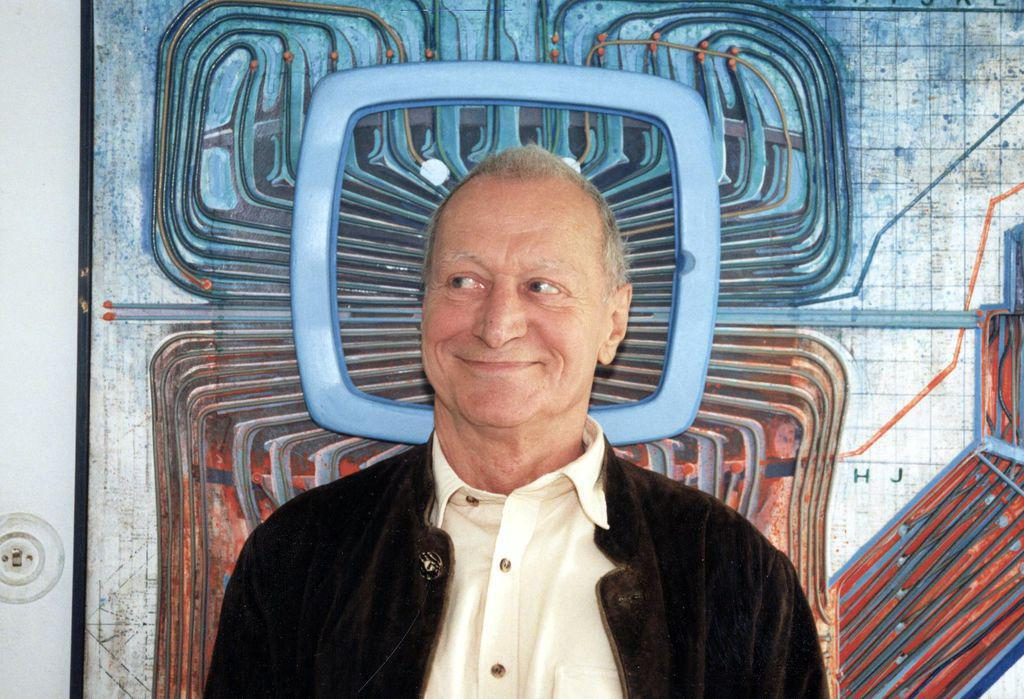
Siegfried Strasser

Siegfried Strasser, Künstlername Sigi Strasser (* 1. Oktober 1929 in Linz; † 26. Juni 2017 in Wels, Oberösterreich) war ein österreichischer Künstler, Maler, Autor, Philosoph und Visionär. Er war der Erfinder der „Pictotope“.

## Leben und Karriere
Sigi Strasser verbrachte seine Kindheit und Jugend in Wels. Nach mehreren Jahren Staatsdienst als Fahrdienstleiter bei den Österreichischen Bundesbahnen, entschloss er sich für eine Künstlerlaufbahn. Nach Jahren in Wien, Linz und Amerika lebte er als freischaffender Künstler in Wels. Er absolvierte von 1960 bis 1964 die Linzer Kunstschule (heute: Kunstuniversität Linz), die er mit Auszeichnung abschloss. Von 1972 bis 1974 unterrichtete er als Gastdozent an der Freien Kunstakademie Mannheim (Rödelschule).

## Werk
Künstlerisch ging Strasser bereits in jungen Jahren eigene Wege. Er entwickelte eine Arbeitstechnik, mit der es ihm gelang, sich das Vokabular der technischen Welt als Maler dienstbar zu machen. Der Umgang mit der Maschine führte bei ihm - verbunden mit der Verwendung entsprechender Materialien -  zu Metamorphosen einer nicht mehr erfreulichen Welt zu einer verspielten heiteren. Seine Reliefstrukturen sind präzise erarbeitet und ufern bei aller formalen Disziplin doch immer ins Phantastische, Groteske, nur selten ins Bedrohliche aus.
Das gezielte Experimentieren mit verschiedenen Materialien und Farben führte zu einer außergewöhnlichen Bildtechnik und künstlerischem Neuland. Durch verschiedene künstlerische Arbeitsvorgänge entstanden Flachreliefs, die vom Künstler als „Pictotope“ bezeichnet wurden und Anerkennung in der internationalen Kunstszene fanden. Der Begriff "Pictotop" wurde vom Künstler selbst erfunden.
Pictotop: Durch die Anwendung verschiedener graphischer Techniken (Zeichnungen, Malerei), die je nach Themen der Bilder verwendet werden, entsteht „picturaler Topos“, der in vielen Varianten angewandt werden kann, wobei das verwendete Material vollständig verfremdet wird.
Im Zentrum seines künstlerischen Schaffens stand die theoretische und intellektuelle Auseinandersetzung mit Fragen der Kunst und deren Bedeutung für den Menschen in einer zerstörerischen, technisierten Welt. Seine kritischen, ironischen, vor allem aber humorvollen Betrachtungen des Lebens manifestierten sich in der Idee der Entwicklung skurriler Dampflokomotiven, mit der Fiktion, dass „der Verbrennungsmotor nie erfunden worden sei“. Aus diesen lebensbeherrschenden Phänomenen entstanden Kunstwerke von Dampflokomotiven, die vor allem durch ihren hintergründigen Humor berühmt wurden. Durch die Auszeichnung eines Werbekataloges "The New York Festival 1993" der Werbeagentur Createam aus Linz, in welchem Strassers Lokomotiven im Mittelpunkt standen, in New York (Award), fanden diese Arbeiten auch internationale Anerkennung.
Die „Erschließung des Matterhorns für den Schienenverkehr“, eine Uchronie (Imaginäre Geschichte) in Bild und Text, war eines seiner letzten Projekte. Ausgehend vom Bergdrama, das sich bei der Erstbesteigung des Matterhorns 1865 ereignete, beschlossen angeblich die Engländer, die Deutschen, die Italiener, die Franzosen und die Schweizer auf den verschiedenen Graten Bergbahnen zu errichten, die vom Künstler entsprechend konzipiert wurden. Dieses Werk blieb unvollendet.
Die Art des „Bilder machens“ – da vom Malen nur bedingt gesprochen werden kann – hat bis dato keine bekannte Folgewirkung oder Übernahme durch andere Künstler ausgelöst, da der aufwändige Arbeitsprozess, verglichen mit den heutigen Kunstpraktiken, ein Vielfaches an planender Vorbereitung und zeitlicher Durchführung erfordert. Das aus zeitgemäßer Sicht eher unökonomisch scheinende Verfahren erlaubte dem „Bildermacher“, wie er sich selbst gerne bezeichnete, trotz permanenten Schaffens eine eher kleine – aber dafür unnachahmbare – Lebensproduktion.
Strasser ließ bei seinen Bildern und Skulpturen mechanische und technische Elemente einfließen. Die Werke lassen sich teils in verschiedene Positionen bringen und zeigen sodann ein anderes Bild bzw. das Innenleben eines Bildes.

## Auszeichnungen
- Goldene Verdienstmedaille der Stadt Wels (26. April 2016)[3]
- Goldene Kulturmedaille der Stadt Wels (7. September 2004 Amtsbericht)

## Einzelausstellungen (Auswahl)
- 1966 Hamburger Kunstverein
- 1968 Galleria Montenapoleone, Milano
- 1970 Galleria I Gorno, Milano, GalleriaTriade, Torino, Galleria Isalotto, Como
- 1972 Lufthansa-Kennedy Airport, New York
- 1975 Galerie Welz, Salzburg
- 1976 Bürgermeister-Ludwig-Reichert-Haus in Ludwigshafen
- 1976 Wiener Künstlerhaus
- 1976 "10 Jahre Internationale Malerwochen" Grazer Künstlerhaus[4]
- 1988 Galerie an der Stadtmauer Villach
- 1996 "Eine Fantasie nimmt gestallt an", Wels[5]
- 2007–2009 "Galerie Artico" Kunstgalerie Wallern an der Trattnach[6]
- 2013 "Strasser-Ausstellung", Hotel Hauser[7]
- Laufend Ausstellungen in Wels Bahnzeit Ausstellung[8] in Linz, Villach, Wels und Wien.

## Publikationen
- SIGISTRASSER – LOKOMOTIVEN, Carinthia Klagenfurt (1984)
- Der Fall St. Zug der Zeit – Zeit der Züge, Siedler Berlin (1985)
- SIGISTRASSER, Abseits von Tradition und Mode, Verlag Plieseis, Wels (1992) ISBN 3-85410-076-0.